# Arismendi (Barinas)
Arismendi is een gemeente in de Venezolaanse staat Barinas. De gemeente telt 21.200 inwoners. De hoofdplaats is Arismendi.